# Cyrtauchenius inops
Cyrtauchenius inops is een spinnensoort uit de familie Cyrtaucheniidae. De soort komt voor in Algerije.